# Fun Connection
Fun Connection est un éditeur de jeux de société basé à Berlin en Allemagne. Il a probablement cessé ses activités car il n'a plus édité de jeu depuis 1995.

## Quelques jeux édités
- Akiba, 1994, Serge Cahu
- Balanx, 1994, Kris Burm